# Mandalay International Airport
Mandalay International Airport (burmesiska: မန္တလေး အပြည်ပြည်ဆိုင်ရာ လေဆိပ်) är en flygplats i Myanmar.   Den ligger i regionen Mandalayregionen, i den centrala delen av landet, 220 km norr om huvudstaden Naypyidaw. Mandalay International Airport ligger 79 meter över havet.
Terrängen runt Mandalay International Airport är platt. Runt Mandalay International Airport är det ganska tätbefolkat, med 129 invånare per kvadratkilometer. Närmaste större samhälle är Kyaukse, 18,7 km sydost om Mandalay International Airport. Omgivningarna runt Mandalay International Airport är en mosaik av jordbruksmark och naturlig växtlighet.